# Alberto Cardín
Alberto Cardín, antropòleg, traductor i escriptor asturià (Villamayor 1948-Barcelona 1992), va estar vinculat des de sempre al món de la creació literària, ja fos mitjançant l'assaig ("Como si nada", 1981), com a narrador ("Lo mejor es lo peor", 1981; "Detrás por delante", 1986; "Sin más ni más", 1989) o poeta ("Paciencia del destino", 1980; "Despojos", 1981; "Indículo de sombras", 1983), i la compilació postuma El rey de bastos, 2013), així com en el de l'edició i la traducció, apareixent com a director d'un bon nombre de col·leccions. El 2016 es va publicar la seva obra poètica completa, "Mi más hermoso texto".

## Antropòleg
Cardín fou impulsor de revistes, avui desaparegudes però fonamentals per a entendre el clima intel·lectual de la seva època, com ara "Diwan", "La bañera", "Revista de Literatura" o "El Viejo Topo". També fou col·laborador de moltes altres i també de la premsa diària. Va traduir a Lacan, Deleuze, Julia Kristeva, Lévi-Strauss i Oscar Wilde, entre altres autors, i destaca la seva versió de "Los siete pilares de la sabiduría", de T. E. Lawrence.
Alberto Cardín va compaginar aquesta activitat literària amb la seva dedicació a l'ensenyament i la construcció teòrica en antropologia, dins la qual encapçalava un dels corrents més avançats. En aquest camp, les seves aportacions més destacables són "Guerreros, chamanes y travestís" (1984), "Tientos etnológicos" (1988) i "Lo próximo y lo ajeno" (1990) i el que fou la seva tesi doctoral, "Dialéctica y canibalismo". Póstumament van aparèixer dues compilacions d'articles seus: "Un cierto psicoanálisis" (1993) i "Contra el catolicismo" (1997). En l'editorial Júcar va dirigir una col·lecció que recollí alguns textos fonamentals en antropologia, d'autors com Malinowski, Georges Condominas, James Cliffordo Gegory Bateson. En el moment de la seva mort era professor titular d'antropologia en la Facultat de Belles Arts de la Universitat de Barcelona.
L'any 1988 fou nomenat membre fundador de la Societat d'Estudis Literaris, filial de l'Institut d'Humanitats de Barcelona, on va desplegar part de la seva activitat intel·lectual dels últims anys. L'any 1992 va participar activament en els actes d'homenatge a Walter Benjamin, en un dels seus treballs pòstums.

## Activista i escriptor LGBT
Cardín sempre va deixar clar que la identitat homosexual feia part essencial de la seva vida i que la cultura homosexual ho feia del seu pensament. Malgrat tot, la seva relació amb els activistes gais, amb els que va entrar en contacte cap a finals de la dècada de 1970, mai no va ser fàcil.
Després de descobrir que era seropositiu el 1984 va esdevenir la principal veu d'Espanya que va tractar aquest tema, tant com a epidèmia cultural, com a malaltia del cos, parlant clar de totes les conseqüències i implicacions d'aquesta malaltia, incloent-hi l'homofòbia i la passivitat del govern. El 1985 va acabar dos volums sobre aquesta qüestió amb la col·laboració d'Armand de Fluvià amb articles que s'havien publicat als Estats Units i a Espanya, lluitant contra la inacció del col·lectiu homosexual i la desinformació dels mitjans de comunicació. "Amb aquesta malaltia, Cardín va veure com es feien fonedisses les il·lusions d'alliberament mitjançant les pràctiques sexuals i la fe en la possibilitat d'una vida sana i joiosa." El 1991, quan el coneixement de la malaltia ja era molt més gran, va publicar Sida: ¿Maldición bíblica o enfermedad letal.
Cardín també va estudiar l'homosexualitat en la seva tasca com a antropòleg. A Guerreros, chamanes y travestís: indicios de homosexualidad entre los exóticos (1984) va tractar els comportaments de gènere i de la sexualitat en nombroses cultures del món. A Lo próximo y lo ajeno aplica la seva mirada antropològica a la cultura gai durant la crisi de la SIDA.
L'any 1985 va convèncer Eduardo Suárez, director a l'època de l'Editorial Lartes, de crear-hi una col·lecció de llibres dedicada en exclusiu a la literatura LGBT. Així és com va néixer la col·lecció Rey de Bastos, que va ser la primera a Espanya, molt anteriorment a l'aparició de les editorials especialitzades durant la dècada dels 90, i que acolliria una completa col·lecció de narrativa i d'assaig circumscrita a aquest tipus de literatura .En aquesta mateixa col·lecció, Cardín va publicar els seus llibres de relats Detrás por delante i Lo mejor es lo peor, així com el seu assaig SIDA: enfoques alternativos.